# Centre russe de conservation et d'études des documents en histoire contemporaine
Le Centre russe de conservation et d'études des documents en histoire contemporaine (CRCEDHC) est situé à Moscou, en Russie. On peut y consulter notamment les archives de l'Internationale communiste, du Parti communiste de l'Union soviétique (PCUS), des partis communistes de nombreux pays qui envoyaient le double de leurs archives à Moscou, de l'Union internationale du théâtre ouvrier (UITO) et d'autres organes affiliés au Parti communiste de l'Union soviétique.
Son nouveau nom est le RGASPI (Rossiikii gosudarstvennyi arkhiv sotsial'nopoliticheskoi istorii).  